# Джирифалько
Джирифалько (італ. Girifalco, сиц. Cirifarcu) — муніципалітет в Італії, у регіоні Калабрія,  провінція Катандзаро.
Джирифалько розміщене на відстані близько 480 км на південний схід від Риму, 18 км на південний захід від Катандзаро.
Населення — 6008 осіб (2014).
Щорічний фестиваль відбувається 16 серпня. Покровитель — Святий Рох (San Rocco).

## Демографія
Населення за роками:

Станом на 1 січня 2023 року в муніципалітеті офіційно проживало 138 іноземців з 28 країн, серед них 51 громадянин країн Євросоюзу та 4 громадяни України.

## Сусідні муніципалітети
- Амароні
- Борджа
- Караффа-ді-Катандзаро
- Кортале
- Сан-Флоро
- Скуїллаче
- Валлефьорита